# Acropimpla spicula
Acropimpla spicula là một loài tò vò trong họ Ichneumonidae.